# ウジミナス
ウジミナス (Usiminas) は、ブラジルに拠点を置く鉄鋼メーカーである。ウジミナスは略称で、正式な社名はミナスジェライス製鉄所（ポルトガル語：Usinas Siderúrgicas de Minas Gerais S.A.）。

## 概要
高炉を構える製鉄所（銑鋼一貫製鉄所）を保有する、高炉メーカーと呼ばれる鉄鋼メーカーである。本社はブラジルミナスジェライス州ベロオリゾンテ。ミナスジェライス州イパチンガにある製鉄所と、グループのパウリスタ製鉄（コジッパ）が持つサンパウロ州クバタンの製鉄所の2つを拠点とする。2008年の粗鋼生産量は世界第37位の8百万トンで、ブラジルに本社を置く鉄鋼メーカーの中ではジェルダウに次ぐ第2位の規模を持つ。粗鋼生産量のシェアはブラジル国内では23.8%（2008年）。厚板や熱延・冷延薄板などの鋼板を製造する。
筆頭株主は日本ウジミナス株式会社（出資比率23.7%）。2006年12月に日本の鉄鋼メーカー・新日本製鐵（現：日本製鉄）が日本ウジミナスの株式を追加取得して子会社化し、その影響でウジミナスは日本製鉄の持分法適用会社となった。その他にもブラジルの企業などが出資する。また、ブラジルのサンパウロ証券・商品・先物取引所 (Bovespa)・アメリカのニューヨーク証券取引所 (NYSE)・スペインのマドリード証券取引所 (Latibex) に株式を上場している。
イパチンガ近郊にあるイタビラ鉄山の鉄鉱石を製鉄することをめざし、1958年1月に日本とブラジルの合弁で設立。1962年10月に高炉の操業を開始した。1991年10月に民営化。1993年8月にはサンパウロ州の鉄鋼メーカー・コジッパを買収した。新日鉄とは1999年6月に合弁で自動車用亜鉛めっき鋼板メーカーのウニガル (UNIGAL) を設立している。
2015年から始まったブラジル国内の経済減退局面に加え、鉄鉱石価格の下落などを原因として極端な経営不振に陥り、同年中にはイパチンガ製鉄所の高炉の停止を余儀なくされた。その後、ブラジル国内の鉄鋼製品の需給は、自動車生産が牽引力となって回復傾向となり2018年4月をめどにイパチンガの高炉稼働を再開する見込み